# گوو
گوو (به هلندی: Gouwe) یک منطقهٔ مسکونی در هلند است که در اپ‌میر واقع شده‌است. گوو ۲۲۰ نفر جمعیت دارد.